# Pontomyia
Pontomyia ist eine zu der Familie der Zuckmücken (Chironomidae) gehörende Gattung der Zweiflügler (Mücken und Fliegen). Sie ist im West-Pazifik weit verbreitet. Die Typusart Pontomyia natans wurde zuerst in den Lagunen der Samoa-Inseln entdeckt. Die weiblichen Imagines sind flügellos, haben nur rudimentäre Mittel- und Hinterbeine und leben untergetaucht im Meer. Die Männchen haben zwar gut ausgebildete Halteren, aber ebenfalls reduzierte Flügel. Die Gattung hat im Gegensatz zu anderen Zuckmücken glatte, büschellose Antennen. 
Die Imagines leben nur ein bis zwei Stunden. Die Weibchen schlüpfen erst aus der Puppe, wenn Männchen anwesend sind. Diese tragen dann die Weibchen mit zwei Beinpaaren mit sich und schwimmen umher, während sie sich paaren. Die Eier werden an geeigneten Stellen auf abgestorbenen Korallen oder Pflanzen abgelegt.

## Arten
Es sind vier Arten der Gattung Pontomyia beschrieben:
- Pontomyia cottoni Womersley, 1937
- Pontomyia natans Edwards, 1926
- Pontomyia oceana Tokunaga, 1964
- Pontomyia pacifica Tokunaga, 1932